# Liste du patrimoine mondial en Uruguay
Cet article recense les sites inscrits au patrimoine mondial en Uruguay.

## Statistiques
L'Uruguay accepte la Convention pour la protection du patrimoine mondial, culturel et naturel le 9 mars 1989. Le premier site protégé est inscrit en 1995.
En 2021, l'Uruguay compte 3 sites inscrits au patrimoine mondial, culturels. 
Le pays a également soumis 6 sites à la liste indicative, tous culturels.

## Listes

### Patrimoine mondial
Les sites uruguayens suivants sont inscrits au patrimoine mondial en 2023. Les noms et les graphies sont celles choisies par l'UNESCO.
| Site                                                      | Département | Type                 | Date | Superficie (ha) | Lien | Notes | Coordonnées                        | Illus. |
| --------------------------------------------------------- | ----------- | -------------------- | ---- | --------------- | ---- | ----- | ---------------------------------- | ------ |
| Paysage culturel industriel de Fray Bentos                | Río Negro   | Culturel, (ii), (iv) | 2015 | 273,8           | 1464 |       | 33° 07′ 30″ sud, 58° 18′ 00″ ouest |        |
| L'œuvre de l'ingénieur Eladio Dieste : Église d’Atlántida | Canelones   | Culturel, (iv)       | 2021 | 0,56            | 1612 |       | 34° 44′ 38″ sud, 55° 45′ 58″ ouest |        |
| Quartier historique de la ville de Colonia del Sacramento | Colonia     | Culturel, (iv)       | 1995 | 19              | 747  |       | 34° 28′ 05″ sud, 57° 51′ 11″ ouest |        |

### Liste indicative

#### Sites actuels
Les sites suivants sont inscrits sur la liste indicative de l'Uruguay en 2023.
| Site                                                                                   | Département | Type                            | Date | Lien | Notes                                                                                    | Coordonnées                        | Illus. |
| -------------------------------------------------------------------------------------- | ----------- | ------------------------------- | ---- | ---- | ---------------------------------------------------------------------------------------- | ---------------------------------- | ------ |
| Architecture moderne du XXe siècle de la ville de Montevideo                           | Montevideo  | Culturel, (ii), (iv)            | 2010 | 5595 |                                                                                          | 34° 53′ 02″ sud, 56° 10′ 55″ ouest |        |
| Chamangá (es) : un site de peintures rupestres                                         | Flores      | Culturel, (iii)                 | 2005 | 2033 | Proposé sous le nom « Chamangá: A Rock Paintings Area ».                                 | 33° 33′ 14″ sud, 56° 34′ 23″ ouest |        |
| La Rambla (promenade maritime) de la cité de Montevideo                                | Montevideo  | Culturel, (ii), (iv), (v), (vi) | 2010 | 5594 |                                                                                          | 34° 53′ 02″ sud, 56° 10′ 55″ ouest |        |
| Paysage culturel de l'île de Flores et son contexte fluvio-maritime                    | Montevideo  | Culturel, (ii), (iv)            | 2015 | 5969 | Proposé sous le nom « Isla de Flores Cultural Landscape and its fluvio-marine context ». | 34° 56′ 46″ sud, 55° 55′ 55″ ouest |        |
| Quartier de Peñarol : la Vieille Ville historique et le paysage industriel ferroviaire | Montevideo  | Culturel, (ii), (iii), (iv)     | 2014 | 5923 |                                                                                          | 34° 49′ 30″ sud, 56° 11′ 56″ ouest |        |
| Zone insulaire et baie de Colonia del Sacramento                                       | Colonia     | Culturel, (iv), (v)             | 2005 | 2034 | Proposé sous le nom « Insular area and bay of Colonia del Sacramento ».                  | 34° 28′ 16″ sud, 57° 50′ 38″ ouest |        |

#### Anciennes propositions
Les sites suivants ont fait l'objet d'une inscription sur la liste indicative avant d'en être retiré par la suite, sans avoir donné lieu à une inscription au patrimoine mondial.
| Site                  | Dates     | Notes | Coordonnées                        | Illus. |
| --------------------- | --------- | --- | ---------------------------------- | ------ |
| Grotte du Palais (es) | 1998      | | 33° 16′ 34″ sud, 57° 07′ 59″ ouest |        |
| Palais législatif     | 1995-2016 | L'Uruguay demande en 1996 de ne pas examiner la proposition, afin de pouvoir fournir davantage d'informations. La proposition est finalement retirée en 2016. | 34° 53′ 28″ sud, 56° 11′ 13″ ouest |        |